# Akira Fitzgerald
Akira Fitzgerald (Csiba, New Jersey, 1987. július 17. –) japán születésű amerikai labdarúgó, aki jelenleg az amerikai New York City FC kapusa.